# Привольний (Новосибірська область)
Привольний (рос. Привольный) — селище у Черепановському районі Новосибірської області Російської Федерації.
Входить до складу муніципального утворення Безменовська сільрада. Населення становить 290 осіб (2010).

## Історія
Згідно із законом від 2 червня 2004 року органом місцевого самоврядування є Безменовська сільрада.

## Населення
| 2002 | 2007 | 2010 |
| ---- | ---- | ---- |
| 319  | ↗345 | ↘290 |